# یوکو تاکاهاگی
یوکو تاکاهاگی (ژاپنی: 高萩 陽子؛ زادهٔ ۱۷ آوریل ۱۹۶۹) بازیکن فوتبال اهل ژاپن و عضو تیم ملی فوتبال ژاپن است که در تاریخ ۲۱ ژانویه ۱۹۸۶ میلادی اولین بازی ملی‌اش را انجام داد. او در ۳۱ بازی ملی حضور داشت و آخرین بازی ملی خود را در تاریخ ۸ ژوئن ۱۹۹۱ میلادی انجام داد. یوکو تاکاهاگی در بازی‌های ملی‌اش
گلی به ثمر نرساند.